# Magyari Alda
Magyari Alda Manon (Budapest, 2000. október 19. –) olimpiai bronzérmes, világbajnoki ezüstérmes magyar válogatott vízilabdakapus, jelenleg az UVSE Hunguest Hotels játékosa.

## Pályafutása
2015-ben a bakui Európa-játékokon ötödik volt. 2016-ban az U19-es Eb-n hatodik, az U18-as vb-n nyolcadik lett. 2017-ben az újvidéki U17-es Eb-n szerzett bronzérmet. 2018-ban az U19-es Eb-n a negyedik, az U18-as vb-n a hatodik helyezést érte el.
2019. január 15-én mutatkozott be a felnőtt válogatottban Chalons en Champagne-ban a világliga selejtezőben. 2019 júliusában bekerült a felnőtt vb-n negyedik helyen végző  válogatott csapatba.
2020-ban a Dunaújváros játékosa lett. Szeptemberben Magyar Kupát nyert. Tagja volt a 2021-re halasztott tokiói olimpián bronzérmet szerző válogatottnak.
A 2021–2022-es idénytől az UVSE játékosa lett, ahol a Görögországba távozó Gangl Edina utódja lett. Tagja volt a magyar női vízilabda-válogatott keretének a 2022-es, hazai rendezésű vizes világbajnokságon. Végül a torna döntőjében az amerikai válogatottól 9-7-re vereséget szenvedett az együttes, így ezüstérmet szereztek Bíró Attila vezetése alatt.
2025 januárjában bejelentette, hogy gyermeket vár.

## Sikerei

### Klubokban
Dunaújvárosi FVE
- Magyar bajnokság:
  - Ezüstérmes: 2020-2021,

- Magyar vízilabdakupa:
  - Győztes: 2020

 UVSE Hunguest Hotels
- Magyar bajnokság:
  - Aranyérmes: 2021–2022, 2023–2024
- Magyar vízilabdakupa:
  - Győztes: 2023, 2024

### A válogatottban
Olimpiai játékok
- bronzérmes: 2021

Világbajnokság
- ezüstérmes: 2022, 2024

U17-es Európa-bajnokság
- bronzérmes: 2017

## Statisztika

### Klubcsapatokban
Legutóbb 2022. augusztus 14-én lett frissítve.
| Klub                 | Szezon         | Bajnokság      | Bajnokság | Bajnokság | Kupa  | Kupa  | Európai kupák | Európai kupák | Egyéb | Egyéb | Összesen | Összesen |
| Klub                 | Szezon         | Liga           | Mérk.     | Gólok     | Mérk. | Gólok | Mérk.         | Gólok         | Mérk. | Gólok | Mérk.    | Gólok    |
| -------------------- | -------------- | -------------- | --------- | --------- | ----- | ----- | ------------- | ------------- | ----- | ----- | -------- | -------- |
| Honvéd POLO          | 2013–14        | OB I           | 10        | 0         | 2     | 0     | —             | —             | —     | —     | 12       | 0        |
| Honvéd POLO          | Összesen       | Összesen       | 10        | 0         | 2     | 0     | —             | —             | —     | —     | 12       | 0        |
| KÓPÉ UVSE            | 2014–15        | OB I           | 23        | 0         | 4     | 0     | —             | —             | —     | —     | 27       | 0        |
| KÓPÉ UVSE            | 2015–16        | OB I           | 12        | 0         | 4     | 0     | —             | —             | —     | —     | 16       | 0        |
| KÓPÉ UVSE            | Összesen       | Összesen       | 35        | 0         | 8     | 0     | —             | —             | —     | —     | 43       | 0        |
| Racionet Honvéd      | 2016–17        | OB I           | 28        | 0         | 2     | 0     | —             | —             | —     | —     | 30       | 0        |
| Racionet Honvéd      | 2017–18        | OB I           | 15        | 0         | 6     | 0     | —             | —             | —     | —     | 21       | 0        |
| Racionet Honvéd      | 2018–19        | OB I           | 16        | 0         | 0     | 0     | —             | —             | —     | —     | 16       | 0        |
| Racionet Honvéd      | Összesen       | Összesen       | 59        | 0         | 8     | 0     | —             | —             | —     | —     | 67       | 0        |
| Egri VK              | 2019–20        | OB I           | 12        | 0         | 4     | 0     | —             | —             | —     | —     | 16       | 0        |
| Egri VK              | Összesen       | Összesen       | 12        | 0         | 4     | 0     | —             | —             | —     | —     | 16       | 0        |
| Dunaújvárosi FVE     | 2020–21        | OB I           | 20        | 0         | 9     | 0     | —             | —             | —     | —     | 29       | 0        |
| Dunaújvárosi FVE     | Összesen       | Összesen       | 20        | 0         | 9     | 0     | —             | —             | —     | —     | 29       | 0        |
| UVSE Hunguest Hotels | 2021–22        | OB I           | 20        | 0         | 3     | 0     | —             | —             | —     | —     | 23       | 0        |
| UVSE Hunguest Hotels | Összesen       | Összesen       | 20        | 0         | 3     | 0     | —             | —             | —     | —     | 23       | 0        |
| Teljes karrier       | Teljes karrier | Teljes karrier | 156       | 0         | 34    | 0     | —             | —             | —     | —     | 190      | 0        |

1. ↑  Az összes mérkőzései a nemzetközi kupákban.

## Díjai
- Magyar Arany Érdemkereszt (2021)[11]
- Az év magyar vízilabdázója (2021[12])